# Степной (Брединский район)
Степной — посёлок в Брединском районе Челябинской области России. Входит в состав Атамановского сельского поселения. Основан после 1952 года при 4-м отделении совхоза «Андреевский». 

## География
Расположен в юго-восточной части района, у границы с Республикой Казахстан, на берегу реки Бирсуат. Расстояние до районного центра посёлка Бреды 30 км.

## Население
| 2002 | 2010 |
| ---- | ---- |
| 124  | ↘46  |

По данным Всероссийской переписи, в 2010 году численность населения посёлка составляла 709 человек (348 мужчин и 361 женщина).

## Улицы
- Зелёная,
- Колхозная,
- Целинная.